# Johann Joseph Harbig
Johann Joseph Harbig (ur. 22 sierpnia 1785 r. w Goszowie, zm. 20 sierpnia 1845 r. w Lądku-Zdroju) – niemiecki duchowny katolicki, wielki dziekan kłodzki i wikariusz arcybiskupi dla wiernych hrabstwa kłodzkiego od 1844 r.

## Życiorys
Urodził się w Goszowie koło Bystrzycy Kłodzkiej, w rodzinie chłopskiej. Jego rodzicami byli Georg Harbig i Anna Maria z domu Schmidt. Szkołę elementarną ukończył w Strachocinie. Następnie kontynuował naukę w katolickim Gimnazjum św. Doroty we Wrocławiu. Po jego ukończeniu spędził 3 lata w klasztorze minorytów. Po jego opuszczeniu w 1804 r. rozpoczął studia teologiczne na Uniwersytecie Wrocławskim. Święcenia kapłańskie przyjął w 1809 r. w katedrze św. Jana Chrzciciela we Wrocławiu.
W latach 1809–14 pracował jako wikary w Jodłowie, a potem do 1824 r. w Nowej Rudzie. W międzyczasie był sekretarzem wielkiego dziekana Josepha Kancera. W 1824 r. otrzymał probostwo w Lądku-Zdroju oraz został powiatowym inspektorem szkolnym w Kłodzku. 8 stycznia 1844 r. został wybrany na urząd wielkiego dziekana i wikariusza arcybiskupa praskiego dla wiernych hrabstwa kłodzkiego oraz kanonikiem wrocławskim.
Zmarł 20 sierpnia 1845 r. w Lądku-Zdroju.